# تانسن
تانسن (به لاتین: Tansen) یک شهرداری در نپال است که در استان شماره ۵ واقع شده‌است. تانسن ۳۱٬۰۹۵ نفر جمعیت دارد و ۱٬۳۵۰ متر بالاتر از سطح دریا واقع شده‌است.